# 张德友 (1965年)
张德友（1965年4月—），中华人民共和国政治人物。

## 生平
1989年7月参加工作，1992年6月加入中国共产党。2005年5月，任白山市政府办公室副主任；2006年5月，任白山市政府法制办主任；2007年7月，任白山市中级人民法院常务副院长；2009年10月，任吉林市中级人民法院副院长、代院长。2010年1月，任吉林市中级人民法院院长。2012年8月，任长春市中级人民法院副院长、代院长。2012年12月，任长春市中级人民法院院长。2017年12月20日，因涉嫌严重违纪，接受组织审查。